# Contomastix
Contomastix — рід ящірок родини теїдових (Teiidae). Представники цього роду мешкають в Південній Америці.

## Види
Рід Contomastix нараховує 6 видів:
- Contomastix celata Cabrera, Carreira, Di Pietro, & Rivera, 2019[3]
- Contomastix lacertoides (A.M.C. Duméril & Bibron, 1839)
- Contomastix leachei (Peracca, 1897)
- Contomastix serrana (Cei & Martori, 1991)
- Contomastix vacariensis (Feltrim & Lema, 2000)
- Contomastix vittata (Boulenger, 1902)

## Етимологія
Наукова назва роду Contomastix походить від сполучення слів дав.-гр. κοντος — короткий і μαστιξ — батіг.